# Pangu
Pangu (лат.) — ископаемый род жалящих перепончатокрылых из семейства Panguidae. Бирманский янтарь (меловой период, сеноманский век, около 99 млн лет). Мьянма.

## Описание
Мелкие осы (длина тела 4-5 мм). Длина переднего крыла 2,53—2,71 мм. Усики олигомерные 12-члениковые. Глаза крупные. Жвалы симметричные. Пронотум вытянутый, достигает тегул, мезонотум с нотаулями, срединный продольный шов отсутствует. Края проподеума гладкие. Крылья с полным и стандартным для Aculeata жилкованием. Метасома с 7 тергитами и 6 видимыми стернитами и жалом. Брюшко явно стебельчатое с узким петиолем.

## Классификация
Выделены в отдельное семейство Panguidae, которое не отнесено ни к одному из ранее известных надсемейств и поэтому выделено в отдельную группу жалящих перепончатокрылых. Род, семейство и типовой вид были впервые описаны в 2019 году российским палеоэнтомологом Александром Павловичем Расницыным и его китайскими коллегами (Longfeng Li, Chungkun Shih, Daqing Li, Dong Ren) по типовым материалам из мелового бирманского янтаря (Мьянма).
- Pangu antiquum Li, Rasnitsyn, Shih & Ren, 2020
- Pangu yuangu Li, Rasnitsyn, Shih & Ren, 2019

## Этимология
Название рода Pangu происходит от китайского слова паньгу (кит. трад. 盤古, упр. 盘古, пиньинь Pángǔ; первочеловек, или существо из китайской мифологии, создавшее вселенную).